# 巴彦県
巴彦県（はげん-けん）は、中華人民共和国黒竜江省ハルビン市に位置する県。県人民政府の所在地は巴彦鎮。

## 地理
巴彦県は、西部を呼蘭区（市轄区）と、北西を綏化市（地級市）・北林区（市轄区）と、北東を綏化市・慶安県（県級行政区）と、東部を木蘭県（県級行政区）と接し、南部は賓県（県級行政区）との行政区境にアムール川(黒竜江)へと続く松花江が流れている。

## 歴史
巴彦県の旧称はバヤン・スス（巴彦蘇蘇）である。これはモンゴル語もしくは満洲語で「富庶」を意味する単語を由来とする。また一説ではバヤンとムラン（木蘭）の境界を流れる黄泥河（旧名フテク河）附近をフテク・スス（佛特喜蘇蘇）と称し、それが転訛したものとも称される。
清代は黒竜江将軍フラン城守尉の管轄地とされていたが、1862年（同治元年）、黒龍江将軍の上奏によりフラン庁が設置、1864年（同治3年）に庁治がフラン城よりバヤン・スス（現在の巴彦鎮）へと移転された。1905年（光緒30年）1月29日、フラン庁はフラン府に改編されバヤン地区を管轄した。1908年（光緒34年）になると独立した行政区画として巴彦州を設置、中華民国が成立すると1913年（民国2年）に巴彦県に改編され現在に至る。

## 行政区画
下部に10鎮、8郷を管轄：
- 鎮：巴彦鎮、興隆鎮、西集鎮、窪興鎮、竜泉鎮、巴彦港鎮、竜廟鎮、万発鎮、天増鎮、黒山鎮
- 郷：松花江郷、富江郷、華山郷、豊楽郷、徳祥郷、紅光郷、山後郷、鎮東郷

## 交通

### 鉄道
- 中国鉄路総公司
  - 中国鉄路ハルビン局集団公司
    - 浜北線（ハルビン方面）- 興隆鎮駅（中国語版） - 万発屯駅（中国語版） -（北安方面）

### 道路
- 高速道路
  -  鶴哈高速道路

- 省道
  -  101省道

- 県道
  -  022県道
  -  158県道

## 健康・医療・衛生
- 巴彦県人民医院
- 巴彦県第二人民医院
- 巴彦県婦幼保健院